# Maeva Contion
Maeva Contion (ur. 31 maja 1992) – francuska lekkoatletka.
Podczas mistrzostw Europy juniorów w Tallinnie latem 2011 zdobyła brązowy medal w biegu na 400 metrów przez płotki oraz wraz z koleżankami z reprezentacji zajęła piątą lokatę w biegu rozstawnym 4 x 400 metrów. 
Rekord życiowy w biegu na 400 metrów przez płotki: 56,03 (12 lipca 2015, Villeneuve-d’Ascq).